# Rona Nishliu
Rona Nishliu, född 25 augusti 1986 i Mitrovica i dåvarande Jugoslavien, är en albansk sångerska och radiopratare. Nishliu representerade Albanien vid Eurovision Song Contest 2012 i Baku med låten "Suus". I semifinalen kom hon på en andraplats och i finalen räckte hennes 146 poäng till en femteplats och Albaniens hittills bästa resultat i tävlingen.

## Karriär
Rona Nishliu föddes år 1986 i den norra delen av staden Mitrovica. När hon var tretton år gammal flyttade hon tillsammans med sin familj till den största staden i Kosovo, Pristina. Hon började officiellt sin sångarkarriär år 2004 då hon var med i den albanska versionen av Idol, Ethet e së premtes mbrëma, där hon slutade inom topp tio.
Nishliu har deltagit i den albanska versionen av Idol där hon slutade femma av totalt 7,000 sökande. Hon har även arbetat vid Radio Blue Sky i Pristina. Tillsammans med sångerskorna Teuta Kurti och Vesa Luma sjöng hon låten "Flakareshë" som de tävlade med i musiktävlingen Festivali i Këngës 43. År 2009 vann hon pris för bästa röst i Kënga Magjike 11 med låten "Zonja vdekje". 2007 ställde hon själv upp i Top Fest med låten "Eja".

### Eurovision
År 2011 deltog hon i Festivali i Këngës 50, Albaniens nationella uttagning till Eurovision Song Contest 2012, med låten "Suus". Vid finalen den 29 december fick hon totalt 77 poäng, vilket gav henne segern i tävlingen. Hon fick därmed representera Albanien vid Eurovision Song Contest 2012 i Baku.
Eftersom låten behölls på ursprungsspråket, albanska, blev bidraget det tredje som enbart framfördes på albanska i tävlingen (de två andra var Zjarr e ftohtë med Luiz Ejlli år 2006 och Zemrën e lamë peng med Olta Boka år 2008).
Rona gjorde sitt framträdande den 22 maj i den första semifinalen. Där fick hon 146 poäng och slutade tvåa i sin semifinal och tog sig därmed vidare till finalen som hölls den 26 maj. Detta innebar att hon blev den första sångerskan Kosovo att ta sig till en final i Eurovision Song Contest. Efter semifinalen meddelade hon att hon tillägnade sitt framträdande till de förolyckade i bussolyckan i Qafa e Vishës, som inträffade den 21 maj, dagen innan semifinalen.
| ”              | Thank you everybody for a great support... Its been a hard duty on my shoulders tonight... I dedicated this performance to those poor souls that lost their lives in the tragic accident in Himara! | „ |
| – Rona Nishliu | |   |

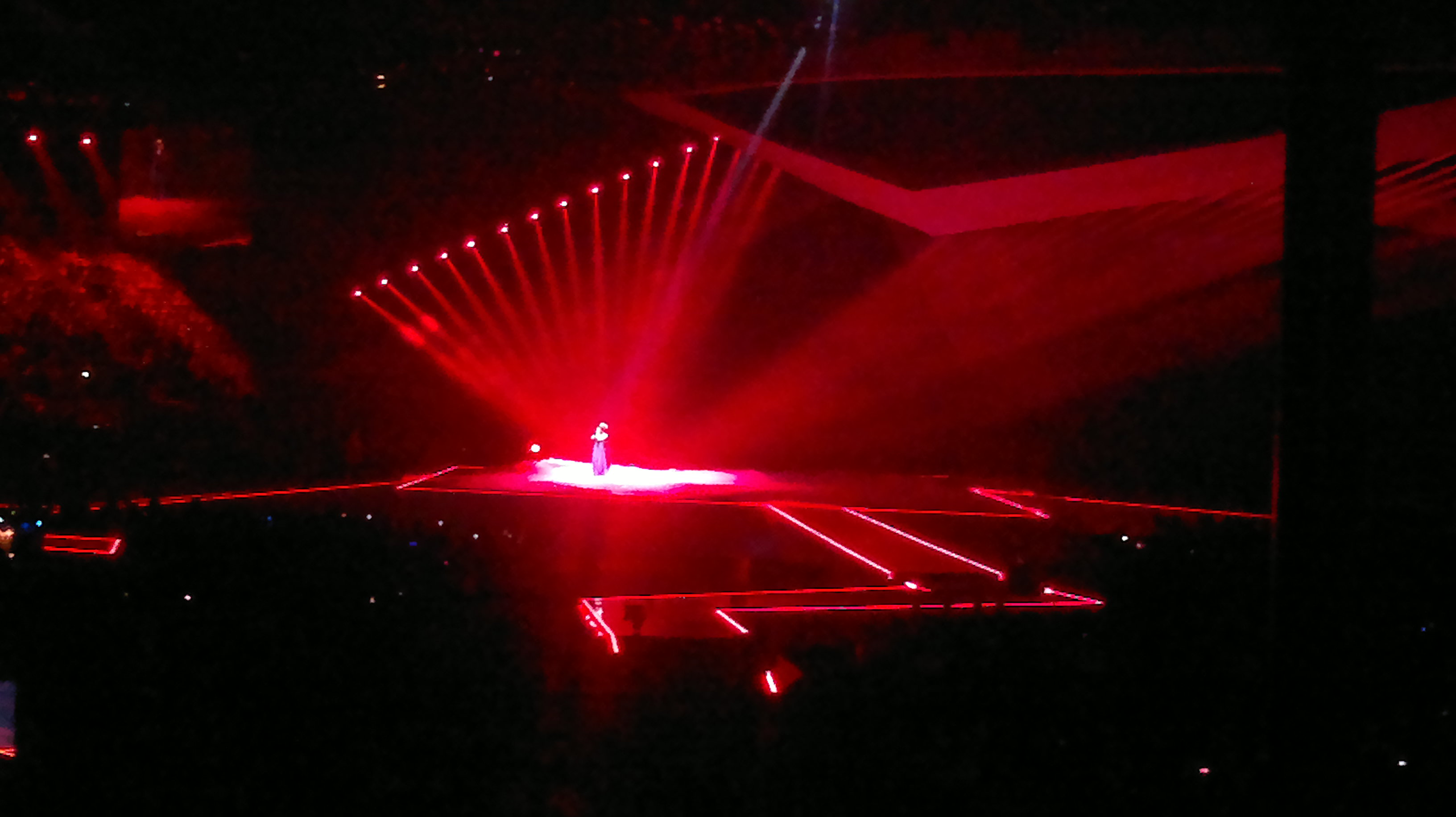
Rona Nishliu på scen vid semifinalen av Eurovision Song Contest 2012 i Baku.

Olyckan ledde även till att Albanien höll en dags landssorg, den 22 maj, och att Radio Televizioni Shqiptar fick dispens från EBU att inte sända tävlingen. Detta innebar att Albanien i semifinalen enbart röstade genom en jury.
I finalen fick Albanien startnummer 3. Efter att resultaten meddelats stod det klart att Albanien fått exakt lika många poäng som i sin semifinal, 146. Detta innebar en femteplats, samt Albaniens hittills bästa resultat i tävlingen någonsin då det tidigare bästa resultatet var Anjeza Shahinis sjundeplats år 2004. Nishliu fick även fyra tolvor (näst flest i tävlingen tillsammans med Azerbajdzjan och Serbien) i finalen av Makedonien, Italien, San Marino samt Schweiz. Detta innebar även ett nytt rekord i antal tolvor för Albanien i en final. Det tidigare rekordet var 1 tolva som man fått av Makedonien alla gånger (2004, 2005, 2008 och 2010). Därtill fick hon även två tior, en av Belgien och en av Grekland.
Inför finalen hade hon bland annat blivit omskriven i brittiska Daily Mail, som rapporterade om Twitteranvändarnas reaktioner på låten.
| Poänggivande land | Österrike | Belgien | Bosnien och Hercegovina | Bulgarien | Kroatien | Cypern | Danmark | Nordmakedonien | Finland | Georgien | Tyskland | Grekland | Ungern | Italien | Lettland | Malta | Montenegro | Rumänien | San Marino | Serbien | Slovenien | Sverige | Schweiz | Turkiet | TOT |
| Mottagna poäng    | 8         | 10      | 6                       | 4         | 5        | 4      | 5       | 12             | 6       | 3        | 6        | 10       | 8      | 12      | 1        | 1     | 10         | 1        | 12         | 1       | 3         | 1       | 12      | 5       | 146 |

Efter tävlingen tilldelades hon det så kallade "Barbara Dex Award", som årligen delas ut till den akt som anses vara sämst klädd i tävlingen. Nishliu vann på 829 röster, före Irlands Jedward på 551 röster.

### Ny singel
I december 2012 släppte Nishliu en ny singel med titeln "Se vetëm zemra flet saktë". Låten både skrev och komponerades av henne själv. Till låten släpptes även en musikvideo på Youtube. I december 2012 var hon mellanakt vid finalen av Festivali i Këngës 51.

## Privatliv
Nishliu engagerar sig aktivt i humanitärt arbete. När hon studerade organiserade hon humanitära konserter i Kosovo och år 2009  deltog hon som gästföreläsare i FN:s utvecklingsprogram för unga volontärer i Vushtrri. Nishliu stöder även personer med autism, och är en del av institutet för hållbarhet och utveckling för ungdomar i Kosovo.
Hon blev albansk medborgare den 12 januari 2012 med ett dekret från Albaniens president Bamir Topi.

## Diskografi

### Singlar
- 2004 – "Flakareshë" (feat. Vesa Luma och Teuta Kurti)
- 2006 – "Shenja"
- 2006 – "A ka arsy" (feat. Bim Bimma)
- 2007 – "Eja" (Top Fest 4)
- 2007 – "Veriu"
- 2007 – "Shko pastro pas saj"
- 2009 – "Zonja vdekje" (Kënga Magjike 11)
- 2011 – "Suus" (Festivali i Këngës 50- och Eurovisionbidrag)
- 2012 – "Suus" (engelsk-jazzversion)
- 2012 – "Kur më vjen burri nga stani" (cover)
- 2012 – "Se vetëm zemra flet saktë"